# Jordan Faucher
Jordan Faucher, né le 6 novembre 1991 à Créteil, est un footballeur franco-algérien jouant au poste d'attaquant.

## Biographie
Fils de l'ancien football Jean-Robert Faucher devenu entraineur et d'une mère algérienne Jordan Faucher est formé au FC Metz avec qui il remporte la Coupe Gambardella en 2010 en marquant le but égalisateur et avant de sortir et voir son équipe remporter la séance de tirs au but.
Il signe peu de temps après au Tours FC où il joue ses premiers matchs professionnels en prenant part à trois rencontres de Ligue 2 et marquant son premier but offrant l'égalisation contre le SCO Angers.
Après une saison à Tours et un passage au RFC Tournai en Belgique où il ne joue aucun match, il signe au Royal Antwerp, un autre club belge où il trouve du temps de jeu et découvre la deuxième division belge. Lors de sa seconde, le club belge ayant du mal à payer le joueur, il décide de quitter le club.
Pendant l'hivers 2014, il est prêté au Maccabi Herzliya en deuxième division israélienne où il marque dix buts en quatorze rencontres et  signe définitivement avec le club israélien. En trois saisons et demi, il marque soixante-sept buts en cent quatre rencontres et termine à deux reprises meilleur buteur du championnat. En 2017, il découvre la première division israélienne avec l'Hapoël Ra'anana puis le Bnei Sakhnin FC.
Il revient en France en 2018 en signant en faveur du Red star en Ligue 2. Après sa première saison, le club et rétrogradé et il décide de partir.
Il quitte le club la saison suivante pour s'engager en Grèce avec l'AO Xanthi puis après un nouveau passage en Belgique où il découvre la première division avec le Beveren SK, termine sa carrière en Israël à l'Hapoël Acre.

## Palmarès
Il remporte la Coupe Gambardella en 2010 avec le FC Metz.
Il termine meilleur buteur de deuxième division israélienne en 2016 (21 buts) et en 2017 (24 buts) avec le Maccabi Herzliya

## Vie privée
Son père Jean-Robert Faucher et son oncle Fathi Chebel son également footballeur.